# Banque parisienne de crédit
La Banque parisienne de crédit au commerce et à l'industrie, plus tard Banque parisienne de crédit  (BPC) est une ancienne banque française fondée en 1920, et spécialisée dans le crédit aux petites et moyennes entreprises.

## Caractéristiques
Faisant partie des banques nationalisées en 1982, l'État essaie en 1983 de la rapprocher de la Banque Worms et de la Banque Vernes dans le cadre du projet « Archipel ». Après l'échec de ce projet, elle est apportée par l'État à la Compagnie Financière de Suez en 1984 afin de devenir pôle bancaire "PME" du groupe Suez.
En 1989, elle devint une filiale de la Société générale de Belgique lorsque le groupe Suez prend le contrôle de cette dernière.
En 1999, elle devient filiale de Fortis Banque, nouvelle banque résultant de la fusion de la Générale de Banque et de plusieurs banques en Belgique et aux Pays-Bas. 
Au tournant des années 2000, elle fusionne avec la Banque de l'Aquitaine, la Société de Banque de l'Orléanais, la Banque Commerciale et de Gestion Rivaud et la Banque Régionale du Nord afin de former Fortis Banque France.
En 2008, à la suite du rachat de Fortis Banque par BNP Paribas, elle est intégrée dans le réseau de détail de cette dernière.